# 瑟尔
瑟尔是奥地利蒂罗尔州库夫施泰因县的一个市镇。总面积45.93平方公里，总人口3571人，人口密度77.7人/平方公里（2005年）。